# Hideo Itokawa
Hideo Itokawa (糸川 英夫, Itokawa Hideo, 20 de julho de 1912 - 21 de fevereiro de 1999) foi o principal pioneiro na pesquisa e desenvolvimento de foguetes

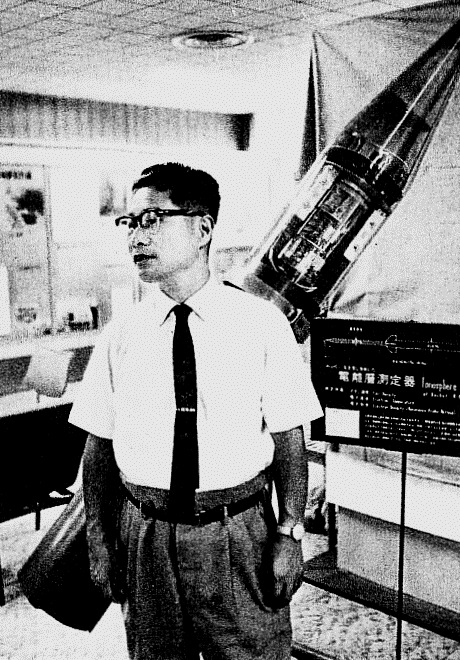
Hideo Itokawa (1961).

e do programa espacial Japonês. No Japão, ele ficou conhecido popularmente como "Dr. Foguete", e descrito pela mídia como "Pai do Desenvolvimento Espacial Japonês".
O asteroide 25143 Itokawa, foi batizado em sua homenagem, e foi alvo da missão espacial Hayabusa.
Nascido em Tóquio, obteve a graduação na Tokyo Imperial University, em 1935, com especialização em Engenharia aeroespacial. Durante a
Segunda Guerra Mundial, ele esteve envolvido em projetos de aviões na Nakajima Aircraft Company, entre eles o caça Nakajima Ki-43 Hayabusa "Oscar". 
Em 1941, ele se tornou professor assistente da Tokyo Imperial University, passando a professor em 1948. Ele se aposentou em 1967 e criou
um instituto.
Entre 1954 e 1955, ele liderou o projeto do foguete Pencil, o primeiro do programa espacial japonês.
Itokawa foi considerado um gênio, com desempenho excepcional na escola. Escreveu 49 livros, sendo que vários, se tornaram recordistas de vendas.
Assuntos sobre os quais Itokawa demonstrou interesse incluíram: Basquetebol, Golfe, Natação, composição e arranjos para orquestras, e instrumentos, 
como Violoncelo, Harmônica, Órgão, Piano, Violino e Taishōgoto (um instrumento de cordas nativo do Japão).
Outros interesses eram: Baliza, Ondas cerebrais, Peças de teatro Inglesas, Mahjong, Filosofia,
Engenharia aeroespacial e gostava também de escrever romances.

## Ligações Externas
- Prof. Itokawa, "The Father of Japanese Rocketry"